# برادر کوچک (فیلم ۱۹۲۷)
برادر کوچک (انگلیسی: The Kid Brother) یک فیلم کمدی کلاسیک به کارگردانی هارولد لوید، لوئیس مایلستون و تد وایلد است که در سال ۱۹۲۷ منتشر شد و بلافاصله به محبوبیت و موفقیت تجاری دست یافت.

## بازیگران
- هارولد لوید
- ادی بولند
- جوبینا رالستون
- والتر جیمز
- لیو ویلیس
- فرانک لَنینگ
- رالف یرسلی
- آلین فرانسیس
- کنستانتین رومانوف